# Concistori di papa Leone XII

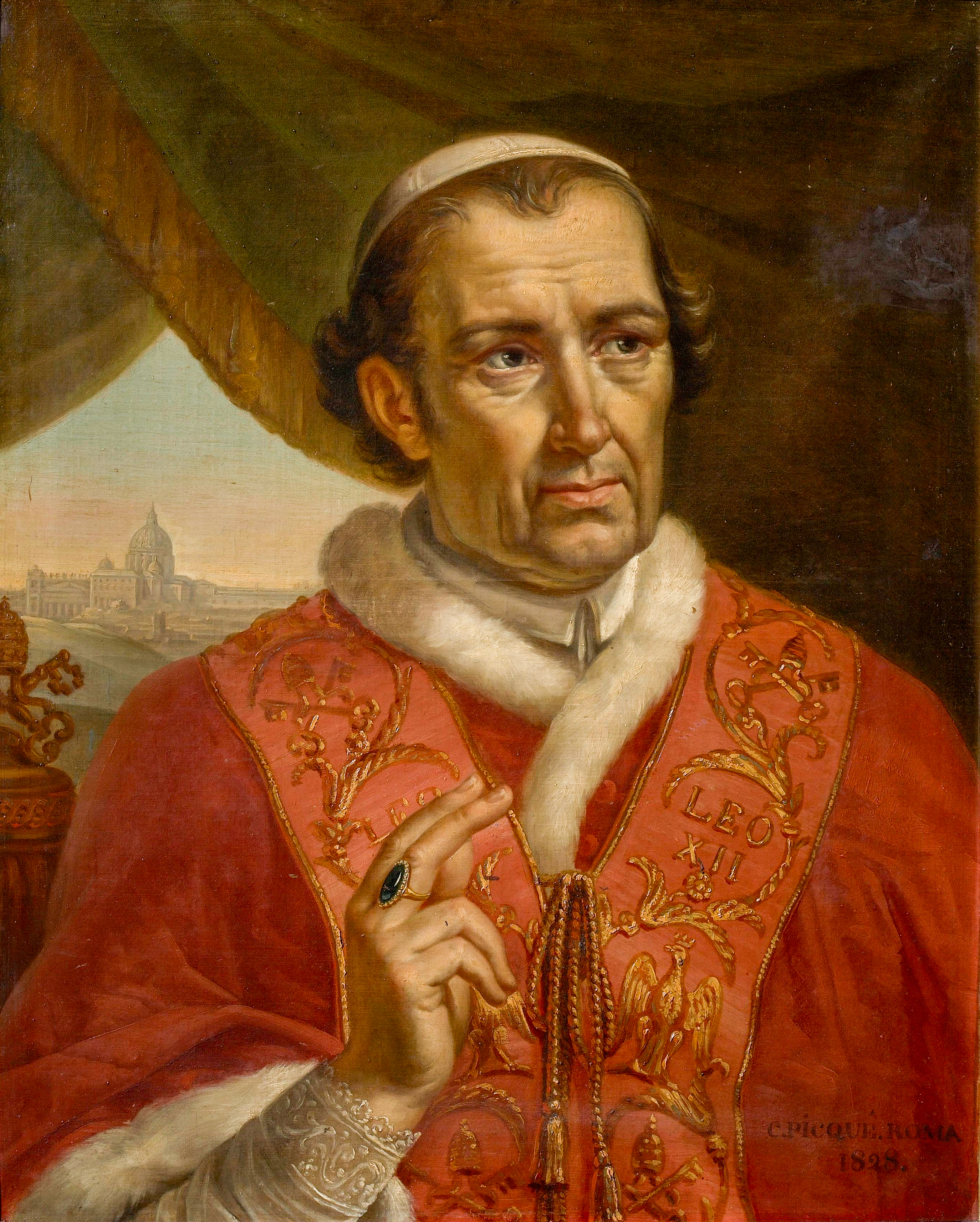
Papa Leone XII

Questa voce raccoglie l'elenco completo dei concistori per la creazione di nuovi cardinali presieduti da papa Leone XII, con l'indicazione di tutti i cardinali creati (25 nuovi cardinali in 8 concistori). I nomi sono posti in ordine di creazione.

## 3 maggio 1824 (I)
- Giovanni Battista Bussi, junior, arcivescovo di Benevento; creato cardinale presbitero di San Pancrazio fuori le mura; deceduto il 31 gennaio 1844;
- Bonaventura (Domenico Giuseppe) Gazzola, O.F.M., vescovo di Montefiascone; creato cardinale presbitero di San Bartolomeo all’Isola; deceduto il 29 gennaio 1832.

## 27 settembre 1824 (II)
- Karl Kajetan von Gaisruck, arcivescovo di Milano; creato cardinale presbitero di San Marco; deceduto il 19 novembre 1846.
- Patrício da Silva, O.S.A., arcivescovo di Évora; creato cardinale presbitero; deceduto il 3 gennaio 1840 senza essersi mai recato a Roma per ricevere il titolo;
- Teresio Maria Carlo Vittorio Ferrero della Marmora, vescovo emerito di Saluzzo, creato cardinale presbitero, deceduto il 30 dicembre 1831 senza essersi mai recato a Roma per ricevere il titolo;

## 20 dicembre 1824 (III)
- Pedro Inguanzo Rivero, arcivescovo di Toledo; creato cardinale presbitero di San Tommaso in Parione (titolo ricevuto nel febbraio 1831); deceduto il 30 gennaio 1836;

Un cardinale riservato "in pectore":
- Ludovico Micara, O.F.M.Cap., ministro generale del suo Ordine, predicatore apostolico; cardinale presbitero dei Santi Quattro Coronati (pubblicato il 13 marzo 1826); deceduto il 24 maggio 1847.

## 21 marzo 1825 (IV)
- Gustave-Maximilien-Juste de Croÿ-Solre, arcivescovo di Rouen; creato cardinale presbitero di Santa Sabina (titolo ricevuto nel maggio 1829); deceduto il 1º gennaio 1844;

Un cardinale riservato "in pectore":
- Bartolomeo Alberto (Mauro) Cappellari, O.S.B.Cam., vicario generale della sua Congregazione; creato cardinale presbitero di San Callisto (pubblicato il 13 marzo 1826); poi eletto papa con il nome di Gregorio XVI il 2 febbraio 1831; deceduto il 1º giugno 1846.

## 13 marzo 1826 (V)
Oltre alla pubblicazione dei cardinali Ludovico Micara e Bartolomeo Alberto (Mauro) Cappellari, furono creati:
- Jean-Baptist-Marie-Anne-Antoine de Latil, arcivescovo di Reims; creato cardinale presbitero di San Sisto (titolo ricevuto nel maggio 1829); deceduto il 1º dicembre 1839.
- Francisco Javier de Cienfuegos y Jovellanos, arcivescovo di Siviglia; creato cardinale presbitero di Santa Maria del Popolo (titolo ricevuto nel febbraio 1831); deceduto il 21 giugno 1847;

## 2 ottobre 1826 (VI)
- Giacomo Giustiniani, arcivescovo-vescovo di Imola; creato cardinale presbitero dei Santi Marcellino e Pietro; deceduto il 24 febbraio 1843;
- Vincenzo Macchi, arcivescovo titolare di Nisibi, nunzio apostolico in Francia; creato cardinale presbitero dei Santi Giovanni e Paolo; deceduto il 30 settembre 1860;
- Giacomo Filippo Fransoni, arcivescovo titolare di Nazianzo, nunzio apostolico in Portogallo; creato cardinale presbitero di Santa Maria in Ara Coeli; deceduto il 20 aprile 1856;
- Tommaso Bernetti, governatore di Roma e vice-camerlengo di Santa Romana Chiesa; creato cardinale diacono di San Cesareo in Palatio; deceduto il 21 marzo 1852.

Sei cardinali riservati "in pectore":
- Pietro Caprano, arcivescovo titolare di Iconio, segretario della S.C. de Propaganda Fide; creato cardinale presbitero dei Santi Nereo e Achilleo (pubblicato il 15 dicembre 1828); deceduto il 24 febbraio 1834;
- Alexander Rudnay Divékújfalusi, arcivescovo di Strigonio; creato cardinale presbitero (pubblicato il 15 dicembre 1828); deceduto il 13 settembre 1831 senza essersi mai recato a Roma per ricevere il titolo;
- Benedetto Colonna Barberini di Sciarra, chierico della Camera Apostolica; creato cardinale presbitero di Santa Maria sopra Minerva (pubblicato il 15 dicembre 1828); deceduto il 10 aprile 1863;
- Giovanni Antonio Benvenuti, legato apostolico di Forlì; creato cardinale presbitero dei Santi Quirico e Giulitta (pubblicato il 15 dicembre 1828); deceduto il 14 novembre 1838;
- Giovanni Francesco Marazzani Visconti, maestro di camera della Corte Pontificia; cardinale presbitero (pubblicato il 15 dicembre 1828), deceduto il 18 febbraio 1829 prima di poter ricevere il titolo;
- Belisario Cristaldi, tesoriere generale della Camera Apostolica; creato cardinale diacono di Santa Maria in Portico Campitelli (pubblicato il 15 dicembre 1828); deceduto il 25 febbraio 1831;

## 25 giugno 1827 (VII)
- Ignazio Nasalli-Ratti, arcivescovo titolare di Cirro, nunzio apostolico in Svizzera; creato cardinale presbitero di Sant'Agnese fuori le mura e deceduto il 2 dicembre 1831.
- Joachim-Jean-Xavier d'Isoard, decano della Sacra Rota Romana; creato cardinale presbitero di San Pietro in Vincoli; deceduto il 7 ottobre 1839;

## 15 dicembre 1828 (VIII)
Oltre a pubblicare i cardinali già riservati in pectore nel concistoro del 2 ottobre 1826, creò altri due porporati:
- Antonio Domenico Gamberini, vescovo di Orvieto; creato cardinale presbitero di Santa Prassede; deceduto il 25 aprile 1841;
- Juan Francisco Marco y Catalán, governatore di Roma e vice-camerlengo di Santa Romana Chiesa; creato cardinale diacono di Sant'Agata de' Goti e deceduto il 16 marzo 1841.

Papa Leone XII voleva inoltre offrire la berretta rossa a Timoteo Maria Ascensi, O.C.D., vescovo di Osimo e Cingoli, ma il presule morì 9 giorni prima del concistoro. 

## Fonti
- (EN)  Catholic-hierarchy